# Leonora addio
Leonora addio ist ein italienischer Spielfilm von Paolo Taviani aus dem Jahr 2022. Das Drama folgt im Nachkriegsitalien der Umbettung von Luigi Pirandellos Asche nach Sizilien und adaptiert auch dessen letzte Kurzgeschichte Il chiodo. Es handelt sich nicht um eine Verfilmung von Pirandellos gleichnamigen Werk Leonora, addio! (1910).
Das Werk wurde im Februar 2022 bei den 72. Internationalen Filmfestspielen Berlin uraufgeführt.

## Handlung
Der Film berichtet von zwei Geschichten. Die erste erzählt von der ereignisreichen Reise von Luigi Pirandellos Asche. Nach dem Tod des berühmten Schriftstellers im Jahr 1936 wurde seine Leiche eingeäschert und eilig in Rom beigesetzt. Nach Ende des Faschismus und des Zweiten Weltkriegs wird Pirandellos Urne in seine Geburtsstadt Agrigent nach Sizilien transportiert. Die Reise durch das frühe Nachkriegsitalien und sein filmisches Gedächtnis wird durch den Einsatz von Wochenschauen, Amateurfilmen und Fragmenten des Neorealismus unterstützt. Die offizielle Beerdigung des Literaturnobelpreisträgers findet erst 15 Jahre nach seinem Tod statt.
Tavianis Regiearbeit endet mit einer Verfilmung von Pirandellos Kurzgeschichte Il chiodo (dt.: „Der Nagel“), die kurz vor dem Tod des Schriftstellers entstand. Darin ist Bastianeddu gezwungen, seine Mutter in Sizilien zu verlassen, um seinem Vater in die USA nachzufolgen. Der italienische Junge tötet später in New York ein kleines Mädchen mit dem titelgebenden Nagel. Pirandello war zur Geschichte durch eine Zeitungsnotiz von einem tatsächlich in Brooklyn zugetragenen Fall inspiriert worden.

## Hintergrund

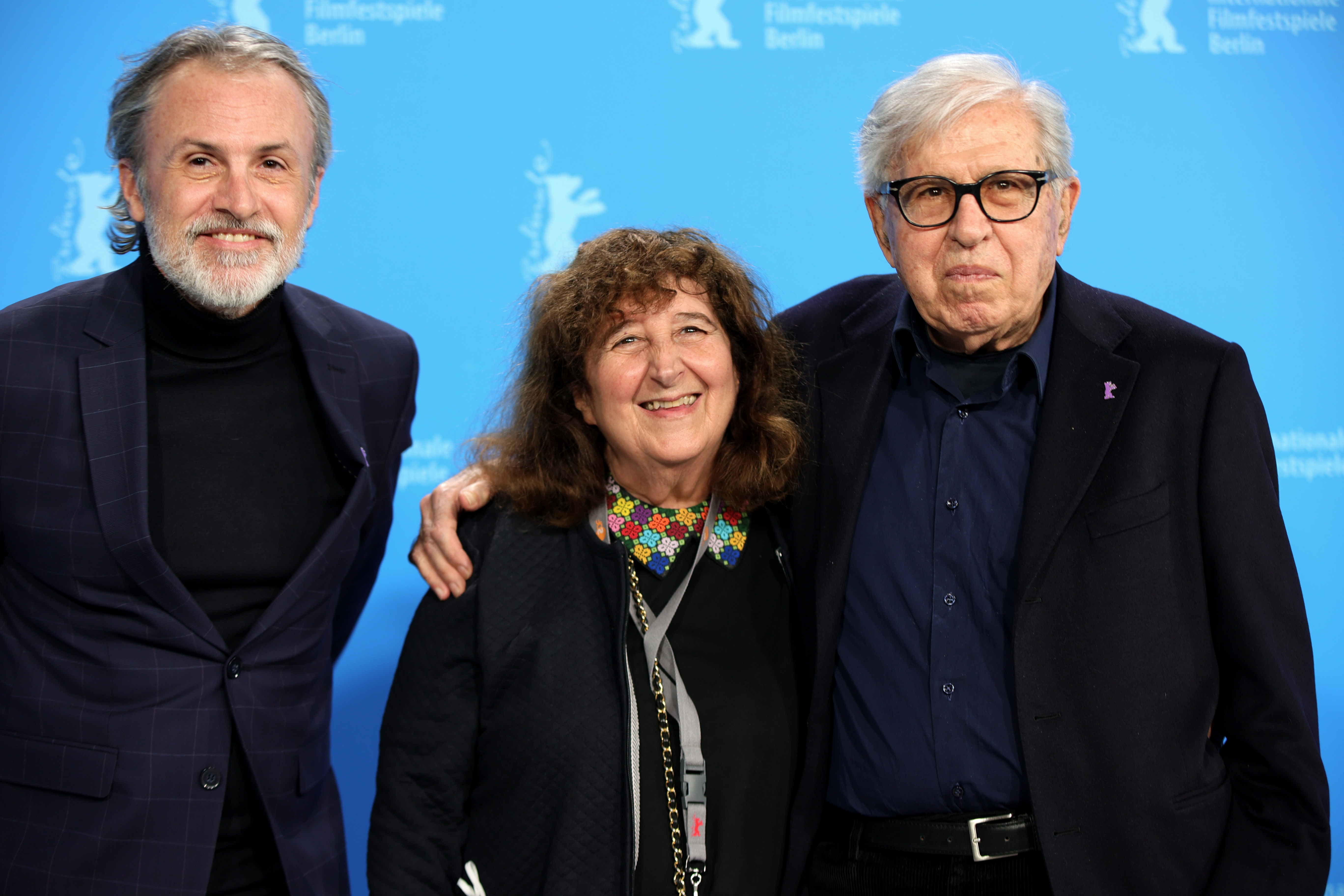
Von rechts nach links: Regisseur Paolo Taviani, Produzentin Donatella Palermo und Darsteller Fabrizio Ferracane, Berlinale 2022

Für Regisseur und Drehbuchautor Paolo Taviani ist Leonora addio der 27. realisierte Spielfilm. Gleichzeitig ist es nach Eine private Angelegenheit (2017) die zweite Arbeit, die er seit dem Tod seines Bruders Vittorio († 2018) allein inszenierte. Der Film wurde durch Giuseppe Verdis 1853 uraufgeführte Oper Il trovatore inspiriert und nicht durch Pirandellos gleichnamiges Werk Leonora, addio! (1910). Taviani beschrieb das Projekt als langwierig, dass er und Vittorio schon lange hatten zusammen verfilmen wollen. Die Brüder hatten mit Kaos (1984) und Tu ridi bereits Werke Pirandellos adaptiert.
Die Dreharbeiten begannen Ende Juli 2020 im Filmstudio Cinecittà in Rom. Ein weiterer Drehort war Sizilien. Produziert wurde Leonora addio von Donatella Palermo für Stemal Entertainment mit Rai Cinema und unter Beteiligung von Luce Cinecittà, Cinemaundici, der Region Sizilien, der sizilianischen Filmkommission und MIC – DG Cinema e Audiovisivo.

## Veröffentlichung
Die Premiere von Leonora addio fand am 15. Februar 2022 bei der Berlinale statt. Ein regulärer Kinostart in Italien im Verleih von 01 Distribution soll am 17. Februar 2022 erfolgen.

## Auszeichnungen
Mit Leonora addio konkurrierte Taviani zum zweiten Mal um den Goldenen Bären, den Hauptpreis der Berlinale. Der Film blieb von der Jury unprämiert, gewann aber den FIPRESCI-Preis. Im selben Jahr wurde Produzentin Donatella Palermo auf dem Bari International Film Festival (BIFEST) preisgekrönt.